# 銀水站
銀水站（日语：／ Ginsui eki */?）是位於福岡縣大牟田市大字草木，九州旅客鐵道（JR九州）的鹿兒島本線車站。車站編號為JB26。部分來自熊本方向的列車於此站折返。

## 歷史
- 1926年（大正15年）4月1日 - 鐵道省開設此站[1]。
- 1987年（昭和62年）4月1日 - 伴隨國鐵分割民營化，車站由九州旅客鐵道（JR九州）營運。
- 2009年（平成21年）3月1日 - 此站可以使用IC卡「SUGOCA」[2]。

## 站名的由來
車站啟用時，當時地垃是（三池郡銀水村）。
「銀水」是來自當地「白銀川」的水質。該川設有別名為「銀水川」，曾經該川的水尤如白銀一樣的美，為其中一名水。

## 車站構造
車站是一座地面車站，設有1面1線的單式月台和1面2線的島式月台，合共設有2面3線的混合式月台。各月台之間設有跨線橋連接。
車站大樓的建築物財產標為大正15年3月29日，若是正確的話，為此站啟用日期。
此站是由大牟田市觀光協會管理車站業務，為簡易委託車站。車站大樓內設有自動售票機。此站可使用SUGOCA，此站不可購買SUGOCA，但是可為SUGOCA增值。

### 月台
| 月台 | 路線       | 上下行 | 方向                   | 備註         |
| ---- | ---------- | ------ | ---------------------- | ------------ |
| 1    | 鹿兒島本線 | 下行   | 大牟田、熊本、八代方向 |              |
| 2    | 鹿兒島本線 | 下行   | 大牟田、熊本、八代方向 | 折返列車專用 |
| 3    | 鹿兒島本線 | 上行   | 久留米、鳥栖、博多方向 |              |

## 使用狀況
在2018年（平成30年）度，1日平均乘車人次為628人。
以下是各年度1日平均使用人次：
| 年度               | 1日平均 乘車人次 | 1日平均 上下車人次 |
| ------------------ | ---------------- | ------------------ |
| 2001年（平成13年） | 沒有公布         | 2,062              |
| 2002年（平成14年） | 沒有公布         | 1,869              |
| 2003年（平成15年） | 沒有公布         | 1,786              |
| 2004年（平成16年） | 沒有公布         | 1,746              |
| 2005年（平成17年） | 沒有公布         | 1,731              |
| 2006年（平成18年） | 沒有公布         | 1,646              |
| 2007年（平成19年） | 沒有公布         | 1,478              |
| 2008年（平成20年） | 沒有公布         | 1,361              |
| 2009年（平成21年） | 沒有公布         | 1,330              |
| 2010年（平成22年） | 沒有公布         | 1,337              |
| 2011年（平成23年） | 沒有公布         | 1,309              |
| 2012年（平成24年） | 沒有公布         | 1,345              |
| 2013年（平成25年） | 沒有公布         | 沒有公布           |
| 2014年（平成26年） | 沒有公布         | 沒有公布           |
| 2015年（平成27年） | 沒有公布         | 沒有公布           |
| 2016年（平成28年） | 669              | 沒有公布           |
| 2017年（平成29年） | 678              | 沒有公布           |
| 2018年（平成30年） | 628              | 沒有公布           |

## 車站周邊
此站為前銀水村中心，周邊現時為住宅用地。
- 福岡縣道727號銀水停車場線（日语：福岡県道727号銀水停車場線） - 連接此站與國道208號（日语：国道208号）。
- 福岡縣立三池高等學校（日语：福岡県立三池高等学校）
- 大牟田中學·高等學校（日语：大牟田中学校・高等学校）
- 誠修高等學校（日语：誠修高等学校）
- 大牟田青果
- 福岡縣濟生會大牟田醫院（日语：福岡県済生会大牟田病院） - 從此站步行6分鐘。
  - 西鐵巴士大牟田（日语：西鉄バス大牟田） 「濟生會前」巴士站 - 位於福岡縣濟生會大牟田醫院前，國道208號上。該巴士站最接近車站。
- 銀水郵局
- 西鐵天神大牟田線 西鐵銀水站 - 距離車站西南方約400米[1]。

## 相鄰車站
九州旅客鐵道
鹿兒島本線
■快速、■區間快速
通過
■區間快速（部分列車）、■普通
吉野（JB25）－銀水（JB26）－大牟田（JB27）

## 注腳
1. 1 2 3 4 5 6 7 8  . 週刊朝日百科. 33号 熊本駅・嘉例川駅・大畑駅ほか. 朝日新聞出版. 2013-03-31: 22.
2. ↑  . 交通新聞 (交通新聞社). 2009-03-03: 1.
3. ↑  米屋浩二『木造駅舎の旅』（鐵道遺產系列，INFAS刊物，2009年）p.128
4. ↑  .   [2020-04-03]. （原始内容存档于2016-06-04）.
5. ↑  .   [2020-04-03]. （原始内容存档于2020-05-04）.
6. ↑  大牟田市統計年鑑 （運輸和通訊） - 大牟田市公式ホームページ／統計 （页面存档备份，存于）

## 外部連結
- JR九州 – 銀水車站 （页面存档备份，存于）（日語）